# Chrysogorgia pyramidalis
Chrysogorgia pyramidalis är en korallart som beskrevs av Kükenthal 1908. Chrysogorgia pyramidalis ingår i släktet Chrysogorgia och familjen Chrysogorgiidae. Inga underarter finns listade i Catalogue of Life.